# Marguerite Castillon du Perron
Pour les articles homonymes, voir Perron.
Marguerite Castillon du Perron, née en 1925, est une écrivaine, biographe, historiographe et historienne française.

## Biographie

### Extractions familiales
La famille Castillon du Perron est originaire de Touraine. Pierre Castillon du Perron (1686-1764) provenait de Tours. Abraham Castillon du Perron (1737-1794) était négociant et armateur à Nantes. Il a été guillotiné à Bordeaux le 21 juillet 1794, victime de la Révolution française.

### Famille
Marguerite Amélie Marie Madeleine Castillon du Perron, née Jolibois, est l'arrière-petite-fille du ministre et académicien Victor Duruy, la fille du chimiste Pierre Jolibois, la sœur de l'avocat Charles Jolibois, la mère de Benoît Castillon du Perron, écrivain, professeur de littérature et directeur d'établissement scolaire, le Cours Charlier à Nantes, et par là la grand-mère paternelle de l'actrice, chanteuse et vidéaste Adèle Castillon.
Elle fonde avec Véronique Rossillon le centre « Jeunes Vocation ».

## Œuvres
- La Princesse Mathilde : un règne féminin sous le Second Empire (Amiot-Dumont, 1953)
- Enfants royaux d'aujourd'hui (préface de Jean de La Varende. Épilogue de Louis de Saint-Pierre. Textes de : Annette Baudart, Marguerite Castillon du Perron, Andrée Nicolas, Jean Paulhac, Michel de Saint Pierre..., La Table Ronde, 1955)
- Laure ou la Prison du silence (Amiot-Dumont,1956) - Prix Paul-Flat de l’Académie française
- Le Prince (Perrin, 1963)
- Louis-Philippe et la Révolution Française (Pygmalion, 1964) - Prix Broquette-Gonin de l’Académie française
- Vivre en Chine (Desclée de Brouwer, 1968)
- Le Garagiste d'Aubusson (O.R.T.F. 1969)
- Le Coma (Plon, 1973)
- Charles de Foucauld (Grasset, 1982) - Prix Claire-Virenque de l’Académie française
- Montalembert et l'Europe de son temps (O.E.I.L. François-Xavier de Guibert, 2009)
- Le Sang du roi (2011)